# Kasten (Einheit)
Der Kasten war ein Kohlenmaß für Holzkohle in Großherzogtum Hessen mit seiner Hauptstadt Darmstadt. Die Maße waren 5 Fuß lang mal 4 Fuß hoch und 2 Fuß in der Breite. Halbe Kästen waren erlaubt. Kleinere Mengen wurden nach der Kalkbütte gerechnet und auch erlaubte man Mengen mit ½ Kubikfuß Inhalt. Die Kalkbütte für Kalk und Kohlen war nur etwa 1/5 des Kastens im Metrischen. Ihre Maße waren 20 mal 20 mal 25 Zoll. Gängig waren halbe und viertel Bütten, oder 1 Kubikfuß. Die Bütte war unterschiedlich. Gehäuft und gestrichen wurde das Maß genommen.
- 1 Kasten = 40 Kubikfuß = 625 Liter
- 1 Kalkbütte = 10 Kubikfuß = 156 ¼ Liter

Der Kasten war auch ein Bremer Maß nach der Polizeiverordnung von 1857. Er wurde als Sandballastmaß bezeichnet. Man unterschied in den großen und den kleinen Kasten. Der Kleine war in allen Werten die Hälfte.
- 1 Kasten (groß) = 2 Kasten (klein) = 10 Last = 600 Kubikfuß (Bremer) = 14,536 Kubikmeter

Rückschluss
- 1 Kubikmeter = 0,0688 Kasten (groß)
- 1 Kubikmeter = 0,13759 Kasten (klein)